# Canton de Saint-Louis-1
Cet article possède un paronyme, voir Canton de Saint-Louis.
Le canton de Saint-Louis-1 est une circonscription électorale française de l'île de La Réunion, département et région d'outre-mer français de l'océan Indien.

## Histoire
Le canton a été créé par la loi no 49-1102 du 2 août 1949.
Il a été modifié par le décret du 28 février 1991 recomposant les cantons de Saint-Louis.
Un nouveau découpage territorial de la Réunion entre en vigueur à l'occasion des premières élections départementales suivant le décret du 21 février 2014. Les conseillers départementaux sont, à compter de ces élections, élus au scrutin majoritaire binominal mixte. Les électeurs de chaque canton élisent au Conseil départemental, nouvelle appellation du Conseil général, deux membres de sexe différent, qui se présentent en binôme de candidats. Les conseillers départementaux sont élus pour 6 ans au scrutin binominal majoritaire à deux tours, l'accès au second tour nécessitant 12,5 % des inscrits au 1er tour. En outre, la totalité des conseillers départementaux est renouvelée. Ce nouveau mode de scrutin nécessite un redécoupage des cantons dont le nombre est divisé par deux avec arrondi à l'unité impaire supérieure si ce nombre n'est pas entier impair, assorti de conditions de seuils minimaux. À la Réunion, le nombre de cantons passe ainsi de 49 à 25.
Le canton de Saint-Louis-1 est redécoupé par ce décret. Il est entièrement inclus dans l'arrondissement de Saint-Pierre. Le bureau centralisateur est situé à Saint-Louis.

## Représentation

### Représentation avant 1949 (Canton de Saint-Louis)
| Période                                  | Période | Identité         | Étiquette | Qualité |
| ---------------------------------------- | ------- | ---------------- | --------- | --- |
| 1919                                     | 1940    | Léonus Bénard    | GD        | Industriel (transformation de la canne à sucre) Sénateur (1928-1945) Maire de Saint-Louis (1924-1930) Président du Conseil Général (1929-1931) |
| 1931                                     | 1937    | Augustin Hoareau |           | |
| 1931                                     | 1937    | M. Aubry         |           | |
| 1931                                     | 1937    | Octave Bénard    |           | Maire de L'Étang-Salé (1919-1943) |
| Les données manquantes sont à compléter. |         |                  |           | |

### Représentation de 1949 à 2015
| Période                                  | Période          | Identité                          | Étiquette   | Qualité |
| ---------------------------------------- | ---------------- | --------------------------------- | ----------- | --- |
| 1949                                     | 1955             | Hyacinthe Hamilcaro               | DVG         | |
| 1955                                     | 196.             | Valère Clément                    | DVD         | Industriel Maire de Saint-Louis (1949-1964) Député (1958-1962)                                                 |
| 196.                                     | 1973             | M. Rivière                        | UDR         | |
| 1973                                     | 1979             | Claude Hoarau                     | PCR         | Professeur Député (1987-1988 et 1996-2002) Maire de Saint-Louis (1983-1995 et 2008-2014)                       |
| 1979                                     | 1998             | Roger Hoarau (frère du précédent) | PCR         | Professeur d'histoire Premier adjoint au maire de Saint-Louis (1971-1977) Conseiller régional                  |
| 1998                                     | 2001 (démission) | Jean-Raymond Piot                 | PCR         | Médecin généraliste à Saint-Louis                                                                              |
| 2001                                     | 2015             | Cyrille Hamilcaro                 | UDF puis NC | Maire de Saint-Louis (2001-2008) Conseiller régional (1998-2001) Vice-président du Conseil général (2004-2006) |
| Les données manquantes sont à compléter. |                  |                                   |             | |

### Représentation depuis 2015
| Période élective | Période élective | Mandat | Mandat   | Identité                   | Nuance | Nuance | Qualité                                                                              |
| ---------------- | ---------------- | ------ | -------- | -------------------------- | ------ | ------ | ------------------------------------------------------------------------------------ |
| 2015             | 2021             | 2015   | 2021     | Alix Galbois               |        | UDI    | Médecin généraliste à Saint-Louis                                                    |
| 2015             | 2021             | 2015   | 2021     | Emmanuelle Sinacouty       |        | UDI    | Première adjointe au maire de Saint-Louis                                            |
| 2021             | 2028             | 2021   | en cours | Flora Augustine Etcheverry |        | DVD    | Conseillère municipale de Saint-Louis, 6ème Vice-Présidente du conseil départemental |
| 2021             | 2028             | 2021   | en cours | Pascal Mangué              |        | DVD    | Conseiller municipal de Saint-Louis                                                  |

### Résultats détaillés

#### Élections de mars 2015
À l'issue du 1er tour des élections départementales de 2015, deux binômes sont en ballotage : Alix Galbois et Emmanuelle Sinacouty (UDI, 44,43 %) et Lorraine Nativel et Jean Piot (DVG, 17,13 %). Le taux de participation est de 40,56 % (9 431 votants sur 23 253 inscrits) contre 43,81 % au niveau départemental et 50,17 % au niveau national.
Au second tour, Alix Galbois et Emmanuelle Sinacouty (UDI) sont élus avec 58,61 % des suffrages exprimés et un taux de participation de 54,46 % (6 773 voix pour 12 665 votants pour 23 257 inscrits).

#### Élections de juin 2021
Le premier tour des élections départementales de 2021 est marqué par un très faible taux de participation (33,26 % au niveau national). Dans le canton de Saint-Louis-1, ce taux de participation est de 29,98 % (7 545 votants sur 25 167 inscrits) contre 36,5 % au niveau départemental. À l'issue de ce premier tour, deux binômes sont en ballottage : Flora Augustine Etcheverry et Pascal Mangué (DVD, 44,8 %) et Claude Hoarau et Marie Sonia Imanatche (DVG, 32,6 %).

## Composition

### Composition avant 2015
Le canton de Saint-Louis-1 était constitué d'une partie de la commune de Saint-Louis.
Lors du redécoupage de 1991, il s'agissait de la portion du territoire de la commune située à l'Ouest d'une limite ainsi définie : la ligne de crête de la chaîne du Bois de Nèfles, la ravine Montplaisir jusqu'au C.D.3, l'axe du C.D.3 jusqu'à la ravine des Goyaves, la ravine des Goyaves jusqu'au chemin la Ouète, l'axe du chemin la Ouète, la ravine de la Ouète, l'axe de la rue de la Palissade, de la rue Léonus-Bénard jusqu'à l'embouchure de la rivière Saint-Étienne.

### Composition depuis 2015
| Nom                                 | Code Insee | Intercommunalité                                   | Superficie (km2) | Population (dernière pop. légale)                | Densité (hab./km2) | Modifier                                    |
| ----------------------------------- | ---------- | -------------------------------------------------- | ---------------- | ------------------------------------------------ | ------------------ | ------------------------------------------- |
| Saint-Louis (bureau centralisateur) | 97414      | CA Communauté intercommunale des Villes solidaires | 98,90            | Fraction : 29 544 (2022) Commune : 54 478 (2022) | 551                | modifier les données · modifier les données |
| Canton de Saint-Louis-1             | 97415      |                                                    |                  | 29 544 (2022)                                    |                    | modifier les données                        |

Le canton comprend la partie de la commune de Saint-Louis située à l'ouest d'une ligne définie par l'axe des voies et limites suivantes : depuis la limite territoriale de la commune de Saint-Pierre, chemin Kerveguen, ravine La-Ouette, chemin La Ouette, ravine des Goyaves, route Hubert-Delisle jusqu'au pont de la ravine Montplaisir, ravine Montplaisir, ligne de crête de la chaîne du Bois-de-Nèfles, jusqu'à la limite territoriale de la commune de Cilaos.

## Démographie
En 2022, le canton comptait 29 544 habitants, en évolution de −1,48 % par rapport à 2016 (La Réunion : +3,33 %, France hors Mayotte : +2,11 %).
| 2013   | 2018   | 2022   |
| ------ | ------ | ------ |
| 29 833 | 29 870 | 29 544 |